# ウダイ・プラカーシ
ウダイ・プラカーシ（ヒンディー語: उदय प्रकाश 1951年 - ）は、インドの詩人、小説家、ジャーナリスト、映像作家。ヒンディー語で創作をする。

## 略歴
マディヤ・プラデーシュ州のアヌーププル県スィータープル村の出身。生家は地主であったが財産を減らし、幼少期から父母をはじめ多くの家族を失った。父の知人の援助を受けて育ち、サーガル大学に入学したのちにヒンディー文学を専攻し、のちにジャワハルラール・ネルー大学で博士課程に入る。ヒンディー文学課の助教授、サンデイ・メイル編集部などをつとめたのちにフリーランスの映像作家となる。
学生時代に短編小説が雑誌に掲載され、1982年に最初の短編集を発表する。2010年、長編小説『モーハンダース』でサーヒトヤ・アカデミー賞  (Sahitya Akademi Award) を受賞した。過酷な社会と弱い人間を、不条理さやユーモアをまじえながら描く作風を持つ。

## 日本語訳著作
- 『ウダイ・プラカーシ選集』　石田英明編訳、大同生命国際文化基金、2011年。
  - 「ティリチ」
  - 「ポール・ゴームラーのスクーター」
  - 「…そして最後に祈りを」